# Wickhamford
Wickhamford est une localité anglaise située dans le comté du Worcestershire.